# Herman Georges Berger
Herman Georges Berger (Bassens, 1º agosto 1875 – Nizza, 13 gennaio 1924) è stato uno schermidore francese, vincitore di una medaglia d'oro nella scherma ai giochi olimpici.